# Brantano
Brantano (нід. Brantano, en de wereld ligt aan je voeten — Brantano, і світ у вас під ногами) — європейська мережа роздрібних магазинів, що спеціалізувалася на взутті для чоловіків, жінок та дітей, заснована в Бельгії.
Магазини закрилися в червні 2017 р. із втратою понад 900 робочих місць.

## Походження
Компанія виникла з невеликої фабрики, якою керували Андре Брантегем та його брат у Леде, Східна Фландрія. Брати Брантегем були синами швеців. Вони спеціалізувались на жіночому взутті, яке продавали гуртовим та роздрібним торговцям у Бельгії. Зрештою брати розлучилися, і в 1962 році Андре ініціював роздрібну торгівлю на заводі. Це переросло в мережу взуттєвих магазинів Брантано.
Brantano закрив свої голландські та данські магазини у 2005 році, а згодом ліквідував свої французькі магазини.
У 2007 році голландська холдингова компанія Macintosh Retail Group перейшла у власність над Brantano. У 2015 році Macintosh продав дочірню компанію Brantano у Великій Британії Alteri Investors.

## Дочірні компанії
Brantano Luxembourg SA, управляє магазинами в Люксембурзі.
Brimmo NV та Muys NV, управляють магазинами в Бельгії.